# Gallmannsegg
Gallmannsegg est une ancienne commune autrichienne du district de Voitsberg en Styrie qui a été rattachée à la commune de Kainach bei Voitsberg le 1er janvier 2015.